# 1740
1740 (MDCCXL) byl rok, který dle gregoriánského kalendáře započal pátkem.

## Události
- 31. května – Fridrich II. Veliký se ujímá moci v Prusku
- 17. srpna – Benedikt XIV. zvolen papežem
- 16. října – Fridrich II. Veliký útočí na Slezsko, začíná první z válek o rakouské dědictví.
- 20. října – Marie Terezie se na základě pragmatické sankce ujímá rakouského trůnu. Její nárok je ale okolními panovníky zpochybňován.
- 8. listopadu – Ivan VI. Antonovič se ujímá moci v Rusku
- založena dnes zaniklá vesnice Pavlova Huť, původně jen jako sklářská huť
- v USA založena University of Pennsylvania

### Probíhající události
- 1739–1748 – Válka o Jenkinsovo ucho
- 1740–1748 – Války o rakouské dědictví

## Narození

### Česko
- 12. února – Matěj Sojka, varhaník a hudební skladatel († 13. března 1817)
- 25. července – Ignác Cornova, kněz, historik kritické osvícenské orientace, básník († 25. července 1822)
- 27. listopadu – Ferdinand Kindermann, pedagog a biskup († 25. května 1801)

### Svět

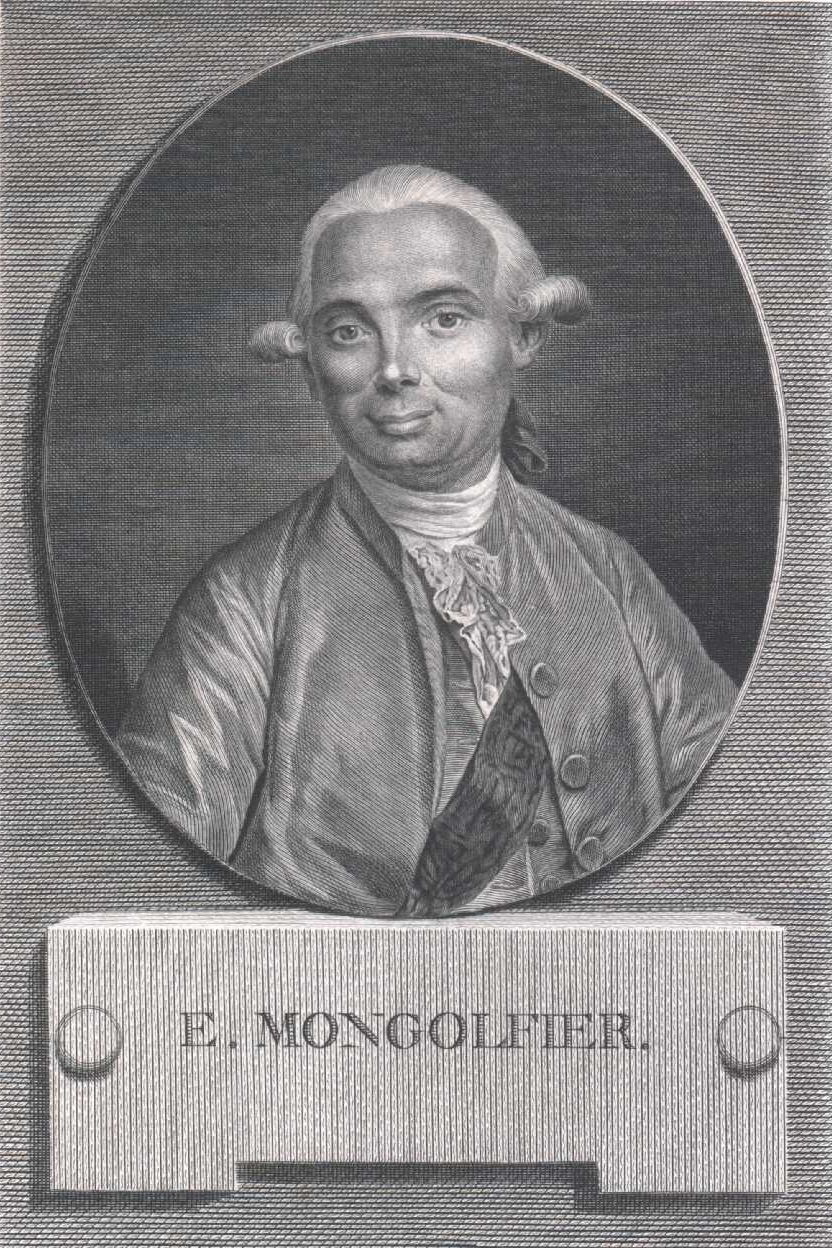
Joseph-Michel Montgolfier (* 26. srpna)

- 04. ledna – Johann Rudolph Schellenberg, švýcarský botanik, entomolog, ilustrátor a rytec († 6. srpna 1806)
- 04. února
  - Carl Michael Bellman, švédský básník a skladatel († 11. února 1795)
  - Adam-Philippe de Custine, francouzský generál († 28. srpna 1793)
- 16. února – Giambattista Bodoni, italský typograf († 30. listopadu 1813)
- 17. února – Horace-Bénédict de Saussure, švýcarský přírodovědec († 22. ledna 1799)
- 09. května – Giovanni Paisiello, italský hudební skladatel, († 5. června 1816)
- 01. června – Franz Josef Müller von Reichenstein, rakouský přírodovědec († 12. října 1825)
- 02. června – Markýz de Sade, autor románů s tematikou sexu a násilí († 2. prosince 1814)
- 24. června – Juan Ignacio Molina, chilský přírodovědec a kněz († 12. září 1829)
- 23. srpna – Ivan VI. Antonovič, ruský car († 16. července 1764)
- 26. srpna – Joseph-Michel Montgolfier, francouzský vynálezce († 1810)
- 30. srpna – David Bushnell, americký vynálezce († 1824)
- 23. září – Go-Sakuramači, japonská císařovna († 24. prosince 1813)
- 28. října – Anna Ivanovna, ruská carevna (* 7. února 1693)
- 16. prosince – Georg Magnus Sprengtporten, švédský, finský a ruský politik († 13. října 1819)
- 24. prosince – Andrej Ivanovič Lexell, ruský astronom († 11. prosince 1784)
- ? – Johann Zoph, rakouský podmaršál († 26. května 1812)
- ? – Pasquale Fago, italský varhaník, hudební skladatel a politik († 11. listopadu 1794)
- ? – Louis Granier, francouzský houslista, hudební skladatel a dirigent († 1800)
- ? – Ivan Honta, vůdce kozáckého povstání proti polské nadvládě na Ukrajině († 1768)
- ? – Ali Paša Janinský, albánský šlechtic a vojenský velitel († 24. ledna 1822)

## Úmrtí
Česko
- 16. července – Jan Kupecký, malíř (* 1667)

Svět
- 5. ledna – Antonio Lotti, italský hudební skladatel (* 1667)
- 19. ledna – Michele Gabellone, italský hudební skladatel a pedagog (* listopad 1692)
- 27. ledna – Louis Henri de Bourbon-Condé, premiér Francie za vlády Ludvíka XV. (* 18. srpna 1692)
- 29. ledna – Richard Lumley, 2. hrabě ze Scarborough, britský generál, politik a šlechtic (* 30. listopadu 1686)
- 6. února – Klement XII., papež (* 7. dubna 1652)
- 21. dubna – Antonio Balestra, italský malíř (* 12. srpna 1666)
- 31. května – Fridrich Vilém I., pruský král (* 1688)
- 5. června – Henry Grey, 1. vévoda z Kentu, anglický politik a šlechtic (* 1664/71)
- 16. července – Marie Anna Falcko-Neuburská, španělská královna (* 28. října 1667)
- 23. září – Daniel Krman, slovenský spisovatel (* 28. srpna 1663)
- 20. října – Karel VI., císař římský, arcivévoda rakouský a král uherský (* 1. října 1685)
- 28. října – Anna Ivanovna, ruská carevna (7. února 1693)
- 10. listopadu – Jakub Surovec, slovenský vůdce zbojníků (* 1715)
- 20. prosince – Richard Boyle, 2. vikomt Shannon, britský vojevůdce a šlechtic (* 1675)
- ? – Tahmásp II., perský šáh (* 1704)
- ? – Abbás III., perský šáh (* 1732)

## Hlavy států
- Francie – Ludvík XV. (1715–1774)

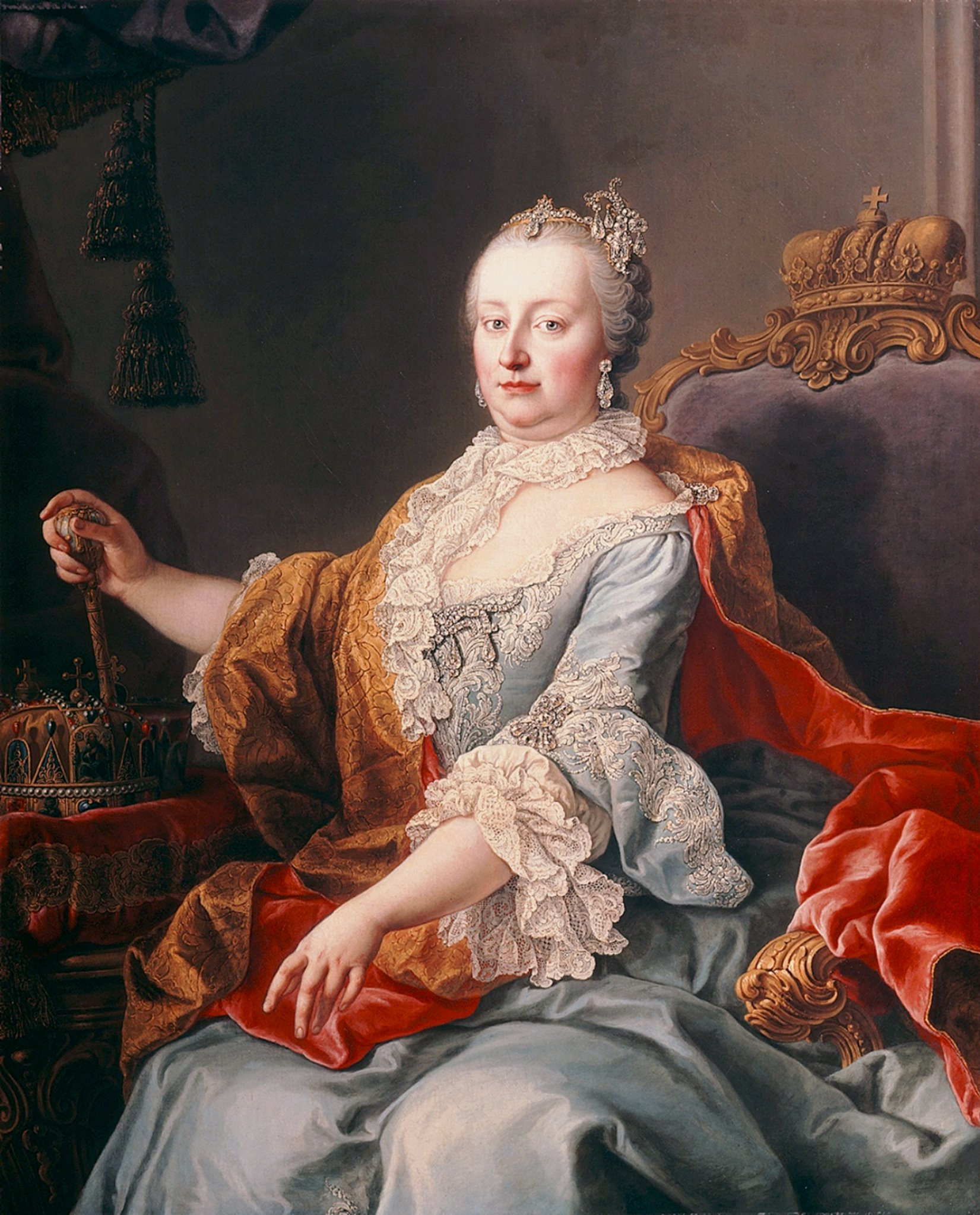
Hlavou Habsburské monarchie se stala Marie Terezie

- Habsburská monarchie – Karel VI. (1711–1740) / Marie Terezie (1740–1780)
- Osmanská říše – Mahmud I. (1730–1754)
- Polsko – August III. (1734–1763)
- Portugalsko – Jan V. (1706–1750)
- Prusko – Fridrich Vilém I. (1713–1740) / Fridrich II. (1740–1786)
- Rusko – Anna Ivanovna (1730–1740) / Ivan VI. (1740–1741)
- Španělsko – Filip V. (1724–1746)
- Švédsko – Frederik I. (1720–1751)
- Velká Británie – Jiří II. (1727–1760)
- Papež – Klement XII. (1730–1740) / Benedikt XIV. (1740–1758)
- Japonsko – Sakuramači (1735–1747)
- Perská říše – Nádir Šáh